# Lista de deputados federais do Brasil da 47.ª legislatura
Esta é a lista de deputados federais do Brasil da 47.ª legislatura do Congresso Nacional. Inclui-se o nome civil dos parlamentares, o partido ao qual eram filiados na data da posse e a quantidade de votos que receberam para sua eleição, sua unidade federativa de origem, bem como outras informações. Esta legislatura da Câmara dos Deputados durou de 1.º de fevereiro de 1983 a 31 de janeiro de 1987.

O pleito ocorreu no governo João Figueiredo e aos vitoriosos coube rejeitar a Emenda Constitucional Dante de Oliveira e eleger Tancredo Neves presidente da República via Colégio Eleitoral. Estavam em jogo 479 cadeiras, das quais PDS conquistou 235 cadeiras ante 244 dos partidos de oposição.
Na elaboração desta lista foram consultados os arquivos do Tribunal Superior Eleitoral e da Câmara dos Deputados.

## Relação

### Acre
| Deputados federais eleitos | Partido | Votação | Cidade onde nasceu | Unidade federativa |
| Alércio Dias               | PDS     | 6.311   | Joinville          | Santa Catarina     |
| Aluisio Bezerra            | PMDB    | 7.904   | Cruzeiro do Sul    | Acre               |
| Amilcar de Queiroz         | PDS     | 10.535  | Rio Branco         | Acre               |
| Geraldo Fleming            | PMDB    | 7.895   | Campanha           | Minas Gerais       |
| José Melo                  | PMDB    | 5.661   | Rio Branco         | Acre               |
| Nosser Almeida             | PDS     | 7.459   | Sena Madureira     | Acre               |
| Rui Lino                   | PMDB    | 6.370   | Tarauacá           | Acre               |
| Wildy Viana                | PDS     | 6.698   | Brasileia          | Acre               |

### Alagoas
| Deputados federais eleitos | Partido | Votação | Cidade onde nasceu | Unidade federativa |
| Albérico Cordeiro          | PDS     | 35.927  | Pilar              | Alagoas            |
| Djalma Falcão              | PMDB    | 31.156  | Araripina          | Pernambuco         |
| Fernando Collor            | PDS     | 55.124  | Rio de Janeiro     | Rio de Janeiro     |
| Geraldo Bulhões            | PDS     | 31.526  | Santana do Ipanema | Alagoas            |
| José Thomaz Nonô           | PDS     | 45.122  | Maceió             | Alagoas            |
| Manoel Afonso              | PMDB    | 31.694  | Maceió             | Alagoas            |
| Nelson Costa               | PDS     | 46.881  | Piaçabuçu          | Alagoas            |
| Renan Calheiros            | PMDB    | 50.616  | Murici             | Alagoas            |

### Amapá
| Deputados federais eleitos | Partido | Votação | Cidade onde nasceu | Unidade federativa |
| Antônio Pontes             | PDS     | 9.099   | Amapá              | Amapá              |
| Clark Platon               | PDS     | 7.635   | Santarém           | Pará               |
| Geovani Borges             | PDS     | 6.649   | Mazagão            | Amapá              |
| Paulo Guerra               | PDS     | 9.841   | Macapá             | Amapá              |

### Amazonas
| Deputados federais eleitos | Partido | Votação | Cidade onde nasceu | Unidade federativa |
| Arthur Virgílio Neto       | PMDB    | 23.488  | Manaus             | Amazonas           |
| Carlos Alberto de Carli    | PMDB    | 96.383  | Campinas           | São Paulo          |
| José Fernandes             | PDS     | 33.138  | Careiro            | Amazonas           |
| José Lins                  | PDS     | 18.538  | Fonte Boa          | Amazonas           |
| Josué de Souza             | PDS     | 18.957  | Itajaí             | Santa Catarina     |
| Mário Frota                | PMDB    | 35.224  | Granja             | Ceará              |
| Randolfo Bittencourt       | PMDB    | 16.399  | Manaus             | Amazonas           |
| Vivaldo Frota              | PDS     | 19.520  | Boca do Acre       | Amazonas           |

### Bahia
| Deputados federais eleitos | Partido | Votação | Cidade onde nasceu   | Unidade federativa |
| Afrísio Vieira Lima        | PDS     | 68.156  | Remanso              | Bahia              |
| Ângelo Magalhães           | PDS     | 68.773  | Salvador             | Bahia              |
| Antônio Osório             | PDS     | 59.435  | Porto Seguro         | Bahia              |
| Carlos Sant'Anna           | PMDB    | 59.013  | Salvador             | Bahia              |
| Djalma Bessa               | PDS     | 50.897  | Xique-Xique          | Bahia              |
| Domingos Leonelli          | PMDB    | 36.389  | Salvador             | Bahia              |
| Elquisson Soares           | PMDB    | 37.781  | Anagé                | Bahia              |
| Eraldo Tinoco              | PDS     | 78.258  | Ipiaú                | Bahia              |
| Etelvir Dantas             | PDS     | 47.848  | Saboeiro             | Ceará              |
| Félix Mendonça             | PDS     | 85.298  | Conceição do Almeida | Bahia              |
| Fernando Gomes             | PMDB    | 78.200  | Itabuna              | Bahia              |
| Fernando Magalhães         | PDS     | 45.039  | Conceição do Almeida | Bahia              |
| Fernando Santana           | PMDB    | 37.942  | Irará                | Bahia              |
| França Teixeira            | PDS     | 36.100  | Salvador             | Bahia              |
| Francisco Benjamin         | PDS     | 35.543  | Aracaju              | Sergipe            |
| Francisco Pinto            | PMDB    | 82.247  | Feira de Santana     | Bahia              |
| Genebaldo Correia          | PMDB    | 60.079  | Santo Amaro          | Bahia              |
| Gorgônio Neto              | PDS     | 51.394  | Salvador             | Bahia              |
| Haroldo Lima               | PMDB    | 50.997  | Caetité              | Bahia              |
| Hélio Correia              | PDS     | 47.789  | Macarani             | Bahia              |
| Horácio Matos              | PDS     | 54.910  | Lençóis              | Bahia              |
| Jairo Azi                  | PDS     | 45.906  | Lamarão              | Bahia              |
| João Alves                 | PDS     | 46.403  | Maceió               | Alagoas            |
| Jorge Medauar              | PMDB    | 35.063  | Ilhéus               | Bahia              |
| Jorge Viana                | PMDB    | 66.202  | Ilhéus               | Bahia              |
| José Lourenço              | PDS     | 38.163  | Porto                | Portugal           |
| José Penedo                | PDS     | 39.889  | Tucano               | Bahia              |
| Jutahy Júnior              | PDS     | 118.985 | Salvador             | Bahia              |
| Leur Lomanto               | PDS     | 57.933  | Jequié               | Bahia              |
| Manoel Novaes              | PDS     | 50.064  | Floresta             | Pernambuco         |
| Marcelo Cordeiro           | PMDB    | 41.795  | Salvador             | Bahia              |
| Ney Ferreira               | PDS     | 46.057  | Salvador             | Bahia              |
| Prisco Viana               | PDS     | 78.257  | Caetité              | Bahia              |
| Raimundo Urbano            | PMDB    | 38.865  | Salvador             | Bahia              |
| Raul Ferraz                | PMDB    | 38.872  | Vitória da Conquista | Bahia              |
| Rômulo Galvão              | PDS     | 41.333  | Campo Formoso        | Bahia              |
| Rui Bacelar                | PDS     | 65.796  | Entre Rios           | Bahia              |
| Virgildásio de Senna       | PMDB    | 42.100  | Santo Amaro          | Bahia              |
| Wilson Falcão              | PDS     | 62.163  | Feira de Santana     | Bahia              |

### Ceará
| Deputados federais eleitos | Partido | Votação | Cidade onde nasceu | Unidade federativa |
| Aécio de Borba             | PDS     | 84.163  | Fortaleza          | Ceará              |
| Antônio Moraes             | PMDB    | 43.026  | Pereiro            | Ceará              |
| Carlos Virgílio Távora     | PDS     | 91.162  | Fortaleza          | Ceará              |
| César Cals Neto            | PDS     | 129.785 | Fortaleza          | Ceará              |
| Chagas Vasconcelos         | PMDB    | 35.893  | Santana do Acaraú  | Ceará              |
| Cláudio Filomeno           | PDS     | 53.128  | Fortaleza          | Ceará              |
| Evandro Ayres de Moura     | PDS     | 56.280  | Piancó             | Paraíba            |
| Flávio Marcílio            | PDS     | 60.526  | Picos              | Piauí              |
| Furtado Leite              | PDS     | 76.439  | Santana do Cariri  | Ceará              |
| Haroldo Sanford            | PDS     | 49.153  | Camocim            | Ceará              |
| Leorne Belém               | PDS     | 37.175  | Quixeramobim       | Ceará              |
| Lúcio Alcântara            | PDS     | 89.532  | Fortaleza          | Ceará              |
| Manoel Gonçalves           | PDS     | 37.206  | Assaré             | Ceará              |
| Manuel Viana               | PMDB    | 48.758  | Fortaleza          | Ceará              |
| Marcelo Linhares           | PDS     | 57.221  | Fortaleza          | Ceará              |
| Mauro Sampaio              | PDS     | 57.644  | Fortaleza          | Ceará              |
| Moisés Pimentel            | PMDB    | 38.975  | Crateús            | Ceará              |
| Orlando Bezerra            | PDS     | 69.744  | Juazeiro do Norte  | Ceará              |
| Ossian Araripe             | PDS     | 64.207  | Crato              | Ceará              |
| Paes de Andrade            | PMDB    | 73.091  | Mombaça            | Ceará              |
| Paulo Lustosa              | PDS     | 80.661  | Sobral             | Ceará              |
| Sérgio Filomeno            | PDS     | 70.551  | Fortaleza          | Ceará              |

### Espírito Santo
| Deputados federais eleitos | Partido | Votação | Cidade onde nasceu      | Unidade federativa |
| Hélio Manhães              | PMDB    | 68.187  | Cariacica               | Espírito Santo     |
| José Carlos Fonseca        | PDS     | 36.567  | São José do Calçado     | Espírito Santo     |
| Max Mauro                  | PMDB    | 87.042  | Vila Velha              | Espírito Santo     |
| Myrthes Bevilacqua         | PMDB    | 46.604  | Vitória                 | Espírito Santo     |
| Nyder Barbosa              | PMDB    | 49.826  | Itaguaçu                | Espírito Santo     |
| Pedro Ceolin               | PDS     | 37.696  | Colatina                | Espírito Santo     |
| Stélio Dias                | PDS     | 37.253  | Vitória                 | Espírito Santo     |
| Theodorico Ferraço         | PDS     | 61.690  | Cachoeiro de Itapemirim | Espírito Santo     |
| Wilson Haese               | PMDB    | 41.960  | Pancas                  | Espírito Santo     |

### Goiás
| Deputados federais eleitos | Partido | Votação | Cidade onde nasceu | Unidade federativa  |
| Ademar Santillo            | PMDB    | 117.775 | Ribeirão Preto     | São Paulo           |
| Brasílio Caiado            | PDS     | 55.907  | Goiás              | Goiás               |
| Fernando Cunha             | PMDB    | 44.269  | Itumbiara          | Goiás               |
| Genésio de Barros          | PMDB    | 37.539  | Morrinhos          | Goiás               |
| Ibsen de Castro            | PDS     | 74.650  | Morrinhos          | Goiás               |
| Iram Saraiva               | PMDB    | 112.184 | Goiânia            | Goiás               |
| Irapuan Costa Júnior       | PMDB    | 131.596 | Goiânia            | Goiás               |
| Iturival Nascimento        | PMDB    | 43.339  | Rio Verde          | Goiás               |
| Jaime Câmara               | PDS     | 74.398  | João Câmara        | Rio Grande do Norte |
| João Divino                | PMDB    | 50.848  | Goiânia            | Goiás               |
| Joaquim Roriz              | PMDB    | 66.601  | Luziânia           | Goiás               |
| José Freire                | PMDB    | 82.715  | Arraias            | Tocantins           |
| Juarez Bernardes           | PMDB    | 52.088  | Planaltina         | Goiás               |
| Siqueira Campos            | PDS     | 62.951  | Crato              | Ceará               |
| Tobias Alves               | PMDB    | 36.105  | Miguelópolis       | São Paulo           |
| Wolney Siqueira            | PDS     | 45.179  | Pirenópolis        | Goiás               |

### Maranhão
| Deputados federais eleitos | Partido | Votação | Cidade onde nasceu | Unidade federativa |
| Bayma Júnior               | PDS     | 66.238  | Caxias             | Maranhão           |
| Cid Carvalho               | PMDB    | 28.331  | Rio Branco         | Acre               |
| Edison Lobão               | PDS     | 90.323  | Mirador            | Maranhão           |
| Enoc Vieira                | PDS     | 48.841  | Esperantinópolis   | Maranhão           |
| Epitácio Cafeteira         | PMDB    | 64.771  | João Pessoa        | Paraíba            |
| Eurico Ribeiro             | PDS     | 21.118  | Pedreiras          | Maranhão           |
| Jaime Santana              | PDS     | 37.395  | São Luís           | Maranhão           |
| João Alberto Souza         | PDS     | 44.382  | Bacabal            | Maranhão           |
| João Rebelo                | PDS     | 37.994  | Santarém           | Pará               |
| José Burnett               | PDS     | 43.039  | São Luís           | Maranhão           |
| José Ribamar Machado       | PDS     | 25.879  | Buriti             | Maranhão           |
| Magno Bacelar              | PDS     | 30.286  | Coelho Neto        | Maranhão           |
| Nagib Haickel              | PDS     | 39.947  | Pindaré-Mirim      | Maranhão           |
| Sarney Filho               | PDS     | 75.099  | São Luís           | Maranhão           |
| Vieira da Silva            | PDS     | 27.341  | São Luís           | Maranhão           |
| Vítor Trovão               | PDS     | 31.634  | Axixá              | Maranhão           |
| Wagner Lago                | PMDB    | 17.718  | Pedreiras          | Maranhão           |

### Mato Grosso
| Deputados federais eleitos | Partido | Votação | Cidade onde nasceu        | Unidade federativa |
| Bento Porto                | PDS     | 57.958  | Poxoréu                   | Mato Grosso        |
| Cristino Cortes            | PDS     | 24.074  | Barra do Garças           | Mato Grosso        |
| Dante de Oliveira          | PMDB    | 22.474  | Cuiabá                    | Mato Grosso        |
| Gilson de Barros           | PMDB    | 41.931  | Cuiabá                    | Mato Grosso        |
| Jonas Pinheiro             | PDS     | 35.069  | Santo Antônio de Leverger | Mato Grosso        |
| José Márcio Lacerda        | PMDB    | 20.883  | Corumbá                   | Mato Grosso do Sul |
| Maçao Tadano               | PDS     | 24.595  | Cornélio Procópio         | Paraná             |
| Milton Figueiredo          | PMDB    | 17.663  | Barão de Melgaço          | Mato Grosso        |

### Mato Grosso do Sul
| Deputados federais eleitos | Partido | Votação | Cidade onde nasceu | Unidade federativa |
| Albino Coimbra             | PDS     | 24.849  | Corguinho          | Mato Grosso do Sul |
| Harry Amorim               | PMDB    | 25.044  | Cruz Alta          | Rio Grande do Sul  |
| Levy Dias                  | PDS     | 65.122  | Aquidauana         | Mato Grosso do Sul |
| Plínio Martins             | PMDB    | 58.741  | Campo Grande       | Mato Grosso do Sul |
| Ruben Figueiró             | PMDB    | 31.242  | Rio Brilhante      | Mato Grosso do Sul |
| Saulo Queiroz              | PDS     | 38.138  | Guaíra             | São Paulo          |
| Sérgio Cruz                | PMDB    | 45.704  | Salgueiro          | Pernambuco         |
| Ubaldo Barém               | PDS     | 28.868  | Ponta Porã         | Mato Grosso do Sul |

### Minas Gerais
| Deputados federais eleitos | Partido | Votação | Cidade onde nasceu         | Unidade federativa |
| Aécio Cunha                | PDS     | 60.411  | Teófilo Otoni              | Minas Gerais       |
| Aníbal Teixeira            | PMDB    | 78.590  | Belo Horizonte             | Minas Gerais       |
| Antônio Dias               | PDS     | 62.871  | Montes Claros              | Minas Gerais       |
| Bonifácio de Andrada       | PDS     | 47.767  | Barbacena                  | Minas Gerais       |
| Carlos Cotta               | PMDB    | 88.182  | Dom Silvério               | Minas Gerais       |
| Carlos Eloy                | PDS     | 76.727  | Pompéu                     | Minas Gerais       |
| Carlos Mosconi             | PMDB    | 59.878  | Andradas                   | Minas Gerais       |
| Cássio Gonçalves           | PMDB    | 60.472  | Itaúna                     | Minas Gerais       |
| Castejon Branco            | PDS     | 52.190  | Monte Santo de Minas       | Minas Gerais       |
| Christovam Chiaradia       | PDS     | 64.260  | Córrego do Bom Jesus       | Minas Gerais       |
| Emílio Gallo               | PDS     | 45.175  | Jaguaraçu                  | Minas Gerais       |
| Gerardo Renault            | PDS     | 75.298  | Belo Horizonte             | Minas Gerais       |
| Homero Santos              | PDS     | 92.809  | Uberlândia                 | Minas Gerais       |
| Humberto Souto             | PDS     | 67.672  | Montes Claros              | Minas Gerais       |
| Israel Pinheiro Filho      | PDS     | 47.399  | Belo Horizonte             | Minas Gerais       |
| Jairo Magalhães            | PDS     | 63.080  | Serro                      | Minas Gerais       |
| João Herculino             | PMDB    | 47.590  | Sete Lagoas                | Minas Gerais       |
| Jorge Carone               | PMDB    | 64.774  | Visconde do Rio Branco     | Minas Gerais       |
| Jorge Ferraz               | PMDB    | 59.204  | Belo Horizonte             | Minas Gerais       |
| Jorge Vargas               | PMDB    | 46.601  | Paracatu                   | Minas Gerais       |
| José Aparecido de Oliveira | PMDB    | 137.376 | São Sebastião do Rio Preto | Minas Gerais       |
| José Carlos Fagundes       | PDS     | 48.348  | Juiz de Fora               | Minas Gerais       |
| José Machado               | PDS     | 65.368  | Guanhães                   | Minas Gerais       |
| José Mendonça de Morais    | PMDB    | 45.899  | Tiros                      | Minas Gerais       |
| José Ulisses               | PMDB    | 93.572  | Santo Antônio do Monte     | Minas Gerais       |
| Juarez Batista             | PMDB    | 70.957  | Uberaba                    | Minas Gerais       |
| Júnia Marise               | PMDB    | 85.925  | Belo Horizonte             | Minas Gerais       |
| Leopoldo Bessone           | PMDB    | 74.562  | Belo Horizonte             | Minas Gerais       |
| Luiz Baccarini             | PMDB    | 46.473  | São João del Rei           | Minas Gerais       |
| Luiz Dulci                 | PT      | 23.524  | Santos Dumont              | Minas Gerais       |
| Luiz Leal                  | PMDB    | 76.786  | Teófilo Otoni              | Minas Gerais       |
| Magalhães Pinto            | PDS     | 86.967  | Santo Antônio do Monte     | Minas Gerais       |
| Manoel Costa Júnior        | PMDB    | 148.113 | Itanhandu                  | Minas Gerais       |
| Mário Assad                | PDS     | 66.885  | Manhuaçu                   | Minas Gerais       |
| Mário de Oliveira          | PMDB    | 65.023  | Itanhandu                  | Minas Gerais       |
| Maurício Campos            | PDS     | 209.016 | Rio Pomba                  | Minas Gerais       |
| Melo Freire                | PMDB    | 44.647  | Passos                     | Minas Gerais       |
| Milton Reis                | PMDB    | 57.588  | Pouso Alegre               | Minas Gerais       |
| Navarro Vieira Filho       | PDS     | 57.797  | Botelhos                   | Minas Gerais       |
| Nilton Veloso              | PDS     | 183.763 | Belo Horizonte             | Minas Gerais       |
| Oscar Corrêa Júnior        | PDS     | 63.928  | Belo Horizonte             | Minas Gerais       |
| Ozanan Coelho              | PDS     | 89.787  | Ubá                        | Minas Gerais       |
| Paulino Cícero             | PDS     | 62.202  | São Domingos do Prata      | Minas Gerais       |
| Pimenta da Veiga           | PMDB    | 48.987  | Belo Horizonte             | Minas Gerais       |
| Raul Belém                 | PMDB    | 59.122  | Araguari                   | Minas Gerais       |
| Raul Bernardo              | PDS     | 46.267  | Belo Horizonte             | Minas Gerais       |
| Renato Azeredo             | PMDB    | 87.805  | Sete Lagoas                | Minas Gerais       |
| Ronaldo Canedo             | PDS     | 54.689  | Muriaé                     | Minas Gerais       |
| Ronan Tito                 | PMDB    | 66.227  | Pratinha                   | Minas Gerais       |
| Rondon Pacheco             | PDS     | 65.051  | Uberlândia                 | Minas Gerais       |
| Sérgio Ferrara             | PMDB    | 119.876 | Belo Horizonte             | Minas Gerais       |
| Sílvio Abreu Júnior        | PMDB    | 91.927  | Juiz de Fora               | Minas Gerais       |
| Vicente Guabiroba          | PDS     | 62.865  | Itamarandiba               | Minas Gerais       |
| Wilson Vaz                 | PMDB    | 51.912  | Colatina                   | Espírito Santo     |

### Pará
| Deputados federais eleitos | Partido | Votação | Cidade onde nasceu       | Unidade federativa |
| Ademir Andrade             | PMDB    | 39.311  | Milagres                 | Bahia              |
| Antônio Amaral             | PDS     | 36.866  | Belém                    | Pará               |
| Brabo de Carvalho          | PMDB    | 49.908  | Muaná                    | Pará               |
| Carlos Vinagre             | PMDB    | 45.395  | Belém                    | Pará               |
| Coutinho Jorge             | PMDB    | 63.040  | Belém                    | Pará               |
| Dionísio Hage              | PMDB    | 60.274  | Santarém                 | Pará               |
| Domingos Juvenil           | PMDB    | 41.722  | Vigia                    | Pará               |
| Gerson Peres               | PDS     | 54.465  | Cametá                   | Pará               |
| Jorge Arbage               | PDS     | 25.624  | Belém                    | Pará               |
| Lúcia Viveiros             | PDS     | 69.384  | Belém                    | Pará               |
| Manoel Ribeiro             | PDS     | 65.885  | Belém                    | Pará               |
| Osvaldo Melo               | PDS     | 34.283  | Belém                    | Pará               |
| Ronaldo Campos             | PMDB    | 43.412  | Santarém                 | Pará               |
| Sebastião Curió            | PDS     | 49.529  | São Sebastião do Paraíso | Minas Gerais       |
| Vicente Queiroz            | PMDB    | 29.626  | Mocajuba                 | Pará               |

### Paraíba
| Deputados federais eleitos | Partido | Votação | Cidade onde nasceu | Unidade federativa  |
| Adauto Pereira             | PDS     | 47.600  | Pombal             | Paraíba             |
| Aluizio Campos             | PMDB    | 35.549  | Campina Grande     | Paraíba             |
| Álvaro Gaudêncio           | PDS     | 35.472  | São João do Cariri | Paraíba             |
| Antônio Gomes              | PDS     | 36.420  | Umbuzeiro          | Paraíba             |
| Carneiro Arnaud            | PMDB    | 45.854  | Pombal             | Paraíba             |
| Edme Tavares               | PDS     | 46.305  | Cajazeiras         | Paraíba             |
| Ernâni Sátiro              | PDS     | 51.435  | Patos              | Paraíba             |
| Joacil Pereira             | PDS     | 70.262  | Caicó              | Rio Grande do Norte |
| João Agripino              | PMDB    | 85.982  | Brejo do Cruz      | Paraíba             |
| José Maranhão              | PMDB    | 41.819  | Araruna            | Paraíba             |
| Raimundo Asfora            | PMDB    | 40.495  | Fortaleza          | Ceará               |
| Tarcísio Burity            | PDS     | 173.107 | João Pessoa        | Paraíba             |

### Paraná
| Deputados federais eleitos | Partido | Votação | Cidade onde nasceu           | Unidade federativa |
| Alceni Guerra              | PDS     | 56.845  | Soledade                     | Rio Grande do Sul  |
| Alencar Furtado            | PMDB    | 101.026 | Araripe                      | Ceará              |
| Amadeu Geara               | PMDB    | 56.394  | Curitiba                     | Paraná             |
| Anselmo Peraro             | PMDB    | 41.992  | Apucarana                    | Paraná             |
| Antônio Mazurek            | PDS     | 56.727  | Londrina                     | Paraná             |
| Antônio Ueno               | PDS     | 45.918  | Cambará                      | Paraná             |
| Aroldo Moletta             | PMDB    | 34.389  | Palmeira                     | Paraná             |
| Ary Kffuri                 | PDS     | 38.974  | Irati                        | Paraná             |
| Borges da Silveira         | PMDB    | 58.624  | Lapa                         | Paraná             |
| Enéas Faria                | PMDB    | 52.452  | Curitiba                     | Paraná             |
| Euclides Scalco            | PMDB    | 55.240  | Irati                        | Paraná             |
| Fabiano Braga Cortes       | PDS     | 59.816  | Lapa                         | Paraná             |
| Hélio Duque                | PMDB    | 96.592  | Andaraí                      | Bahia              |
| Ítalo Conti                | PDS     | 39.428  | Mallet                       | Paraná             |
| José Carlos Martinez       | PDS     | 38.108  | São Paulo                    | São Paulo          |
| José Tavares               | PMDB    | 64.210  | Bela Vista do Paraíso        | Paraná             |
| Luiz Antônio Fayet         | PDS     | 38.275  | Curitiba                     | Paraná             |
| Matos Leão                 | PMDB    | 88.514  | Inácio Martins               | Paraná             |
| Maurício Fruet             | PMDB    | 142.268 | Curitiba                     | Paraná             |
| Nelton Friedrich           | PMDB    | 82.539  | Sobradinho                   | Rio Grande do Sul  |
| Norton Macedo              | PDS     | 72.126  | Curitiba                     | Paraná             |
| Olivir Gabardo             | PMDB    | 39.307  | União da Vitória             | Paraná             |
| Oscar Alves                | PDS     | 75.417  | Birigui                      | São Paulo          |
| Otávio Cesário             | PDS     | 43.095  | Itajaí                       | Santa Catarina     |
| Paulo Marques              | PMDB    | 45.832  | Florianópolis                | Santa Catarina     |
| Pedro Sampaio              | PMDB    | 36.677  | Tomazina                     | Paraná             |
| Reinhold Stephanes         | PDS     | 68.344  | Porto União                  | Santa Catarina     |
| Renato Bernardi            | PMDB    | 40.438  | Ibirá                        | São Paulo          |
| Renato Bueno               | PMDB    | 42.751  | Palmas                       | Paraná             |
| Renato Johnsson            | PDS     | 72.139  | Curitiba                     | Paraná             |
| Santinho Furtado           | PMDB    | 47.198  | Santo Antônio do Aventureiro | Minas Gerais       |
| Santos Filho               | PDS     | 67.711  | Bandeirantes                 | Paraná             |
| Sebastião Rodrigues Júnior | PMDB    | 62.599  | Juiz de Fora                 | Minas Gerais       |
| Walber Guimarães           | PMDB    | 45.027  | Colinas                      | Maranhão           |

### Pernambuco
| Deputados federais eleitos | Partido | Votação | Cidade onde nasceu      | Unidade federativa |
| Antônio Farias             | PDS     | 83.202  | Surubim                 | Pernambuco         |
| Arnaldo Maciel             | PMDB    | 28.918  | Belo Jardim             | Pernambuco         |
| Carlos Wilson              | PMDB    | 35.359  | Recife                  | Pernambuco         |
| Cristina Tavares           | PMDB    | 27.963  | Garanhuns               | Pernambuco         |
| Egídio Ferreira Lima       | PMDB    | 28.650  | Timbaúba                | Pernambuco         |
| Fernando Lyra              | PMDB    | 36.638  | Recife                  | Pernambuco         |
| Geraldo Melo               | PDS     | 43.645  | Jaboatão dos Guararapes | Pernambuco         |
| Gonzaga Vasconcelos        | PDS     | 53.252  | Surubim                 | Pernambuco         |
| Inocêncio Oliveira         | PDS     | 54.848  | Serra Talhada           | Pernambuco         |
| Jarbas Vasconcelos         | PMDB    | 172.004 | Vicência                | Pernambuco         |
| João Carlos de Carli       | PDS     | 39.292  | Rio de Janeiro          | Rio de Janeiro     |
| José Carlos Vasconcelos    | PMDB    | 28.451  | Recife                  | Pernambuco         |
| José Jorge                 | PDS     | 70.802  | Recife                  | Pernambuco         |
| José Mendonça Bezerra      | PDS     | 54.851  | Belo Jardim             | Pernambuco         |
| José Moura                 | PDS     | 59.735  | Recife                  | Pernambuco         |
| Josias Leite               | PDS     | 38.789  | São José do Egito       | Pernambuco         |
| Mansueto de Lavor          | PMDB    | 30.668  | Barbalha                | Ceará              |
| Miguel Arraes              | PMDB    | 191.471 | Araripe                 | Ceará              |
| Nilson Gibson              | PDS     | 57.445  | Recife                  | Pernambuco         |
| Osvaldo Coelho             | PDS     | 62.090  | Juazeiro                | Bahia              |
| Osvaldo Lima Filho         | PMDB    | 24.128  | Cabo de Santo Agostinho | Pernambuco         |
| Pedro Corrêa               | PDS     | 54.716  | Rio de Janeiro          | Rio de Janeiro     |
| Ricardo Fiuza              | PDS     | 63.188  | Fortaleza               | Ceará              |
| Roberto Freire             | PMDB    | 27.402  | Recife                  | Pernambuco         |
| Sérgio Murilo              | PMDB    | 26.680  | Carpina                 | Pernambuco         |
| Thales Ramalho             | PDS     | 51.609  | João Pessoa             | Paraíba            |

### Piauí
| Deputados federais eleitos | Partido | Votação | Cidade onde nasceu | Unidade federativa |
| Ciro Nogueira              | PMDB    | 54.869  | Pedro II           | Piauí              |
| Freitas Neto               | PDS     | 87.816  | Teresina           | Piauí              |
| Heráclito Fortes           | PMDB    | 42.430  | Teresina           | Piauí              |
| Jônathas Nunes             | PDS     | 45.836  | Jerumenha          | Piauí              |
| José Luís Maia             | PDS     | 86.070  | Picos              | Piauí              |
| Ludgero Raulino            | PDS     | 39.019  | Altos              | Piauí              |
| Milton Brandão             | PDS     | 44.321  | Pedro II           | Piauí              |
| Tapety Júnior              | PDS     | 32.016  | Oeiras             | Piauí              |
| Wall Ferraz                | PMDB    | 53.226  | Teresina           | Piauí              |

### Rio de Janeiro
| Deputados federais eleitos | Partido | Votação | Cidade onde nasceu       | Unidade federativa |
| Agnaldo Timóteo            | PDT     | 503.455 | Caratinga                | Minas Gerais       |
| Alair Ferreira             | PDS     | 88.814  | Sacramento               | Minas Gerais       |
| Aloysio Teixeira           | PMDB    | 53.226  | Rio de Janeiro           | Rio de Janeiro     |
| Álvaro Valle               | PDS     | 151.199 | Rio de Janeiro           | Rio de Janeiro     |
| Amaral Netto               | PDS     | 45.709  | Niterói                  | Rio de Janeiro     |
| Arildo Teles               | PDT     | 28.202  | Aracaju                  | Sergipe            |
| Bocaiuva Cunha             | PDT     | 58.190  | Rio de Janeiro           | Rio de Janeiro     |
| Brandão Monteiro           | PDT     | 25.005  | Rosário                  | Maranhão           |
| Carlos Peçanha             | PMDB    | 77.451  | Campos dos Goytacazes    | Rio de Janeiro     |
| Celso Peçanha              | PTB     | 19.951  | Campos dos Goytacazes    | Rio de Janeiro     |
| Clemir Ramos               | PDT     | 75.090  | Rio de Janeiro           | Rio de Janeiro     |
| Darcílio Ayres             | PDS     | 82.469  | Nova Iguaçu              | Rio de Janeiro     |
| Daso Coimbra               | PMDB    | 37.360  | Rio de Janeiro           | Rio de Janeiro     |
| Délio dos Santos           | PDT     | 31.500  | Rio de Janeiro           | Rio de Janeiro     |
| Denisar Arneiro            | PMDB    | 44.810  | Três Rios                | Rio de Janeiro     |
| Eduardo Galil              | PDS     | 65.555  | Trajano de Moraes        | Rio de Janeiro     |
| Fernando Carvalho          | PTB     | 21.582  | Rio de Janeiro           | Rio de Janeiro     |
| Figueiredo Filho           | PDS     | 41.951  | Rio Grande do Sul        | Rio Grande do Sul  |
| Francisco Studart          | PTB     | 17.708  | Fortaleza                | Ceará              |
| Gustavo de Faria           | PMDB    | 37.019  | Rio de Janeiro           | Rio de Janeiro     |
| Hamilton Xavier            | PDS     | 72.170  | Niterói                  | Rio de Janeiro     |
| Jacques d'Ornellas         | PDT     | 25.897  | São Borja                | Rio Grande do Sul  |
| J. G. de Araújo Jorge      | PDT     | 31.352  | Tarauacá                 | Acre               |
| Jiulio Caruso              | PDT     | 26.216  | Volta Redonda            | Rio de Janeiro     |
| Jorge Cury                 | PTB     | 36.935  | Niterói                  | Rio de Janeiro     |
| Jorge Leite                | PMDB    | 107.640 | Rio de Janeiro           | Rio de Janeiro     |
| José Colagrossi            | PDT     | 149.066 | Itapuí                   | São Paulo          |
| José Eudes                 | PT      | 36.014  | Parnamirim               | Pernambuco         |
| José Frejat                | PDT     | 81.869  | Cururupu                 | Maranhão           |
| José Maurício              | PDT     | 41.831  | Campos dos Goytacazes    | Rio de Janeiro     |
| Lázaro de Carvalho         | PDS     | 53.374  | São Sebastião do Paraíso | Minas Gerais       |
| Léo Simões                 | PDS     | 93.249  | Santos Dumont            | Minas Gerais       |
| Leônidas Sampaio           | PMDB    | 38.267  | Petrópolis               | Rio de Janeiro     |
| Marcelo Medeiros           | PMDB    | 35.169  | Juiz de Fora             | Minas Gerais       |
| Marcio Braga               | PMDB    | 57.346  | Rio de Janeiro           | Rio de Janeiro     |
| Márcio Macedo              | PMDB    | 41.515  | Três Rios                | Rio de Janeiro     |
| Mário Juruna               | PDT     | 31.904  | Barra do Garças          | Mato Grosso        |
| Osmar Leitão               | PDS     | 77.412  | São Gonçalo              | Rio de Janeiro     |
| Roberto Jefferson          | PTB     | 84.638  | Petrópolis               | Rio de Janeiro     |
| Rubem Medina               | PDS     | 221.705 | Rio de Janeiro           | Rio de Janeiro     |
| Saramago Pinheiro          | PDS     | 56.105  | Niterói                  | Rio de Janeiro     |
| Sebastião Ataíde           | PDT     | 27.082  | Araruna                  | Paraíba            |
| Sebastião Nery             | PDT     | 111.047 | Jaguaquara               | Bahia              |
| Simão Sessim               | PDS     | 96.425  | Rio de Janeiro           | Rio de Janeiro     |
| Walter Casanova            | PDT     | 38.414  | Santana do Livramento    | Rio Grande do Sul  |
| Wilmar Palis               | PDS     | 29.494  | Uberaba                  | Minas Gerais       |

### Rio Grande do Norte
| Deputados federais eleitos | Partido | Votação | Cidade onde nasceu | Unidade federativa  |
| Agenor Maria               | PMDB    | 25.183  | Florânia           | Rio Grande do Norte |
| Antônio Câmara             | PMDB    | 39.855  | João Câmara        | Rio Grande do Norte |
| Antônio Florêncio          | PDS     | 47.017  | Pau dos Ferros     | Rio Grande do Norte |
| Henrique Eduardo Alves     | PMDB    | 102.005 | Rio de Janeiro     | Rio de Janeiro      |
| Jessé Freire Filho         | PDS     | 69.039  | Rio de Janeiro     | Rio de Janeiro      |
| João Faustino              | PDS     | 75.896  | Recife             | Pernambuco          |
| Vingt Rosado               | PDS     | 43.421  | Mossoró            | Rio Grande do Norte |
| Wanderley Mariz            | PDS     | 63.242  | Caicó              | Rio Grande do Norte |

### Rio Grande do Sul
| Deputados federais eleitos | Partido | Votação | Cidade onde nasceu     | Unidade federativa |
| Aldo Pinto                 | PDT     | 62.992  | Palmeira das Missões   | Rio Grande do Sul  |
| Amaury Müller              | PDT     | 42.687  | Cruz Alta              | Rio Grande do Sul  |
| Augusto Trein              | PDS     | 70.932  | Passo Fundo            | Rio Grande do Sul  |
| Baltazar de Bem e Canto    | PDS     | 98.740  | Cachoeira do Sul       | Rio Grande do Sul  |
| Darcy Pozza                | PDS     | 57.999  | Bento Gonçalves        | Rio Grande do Sul  |
| Emídio Perondi             | PDS     | 42.422  | Tupanciretã            | Rio Grande do Sul  |
| Floriceno Paixão           | PDT     | 38.939  | Taquara                | Rio Grande do Sul  |
| Guido Moesch               | PDS     | 41.883  | Arroio do Meio         | Rio Grande do Sul  |
| Hermes Zaneti              | PMDB    | 56.309  | Veranópolis            | Rio Grande do Sul  |
| Hugo Mardini               | PDS     | 71.189  | Porto Alegre           | Rio Grande do Sul  |
| Ibsen Pinheiro             | PMDB    | 48.679  | São Borja              | Rio Grande do Sul  |
| Irajá Rodrigues            | PMDB    | 41.096  | Pelotas                | Rio Grande do Sul  |
| João Gilberto              | PMDB    | 45.317  | Quaraí                 | Rio Grande do Sul  |
| Jorge Uequed               | PMDB    | 49.637  | Rio Grande             | Rio Grande do Sul  |
| José Fogaça                | PMDB    | 62.809  | Porto Alegre           | Rio Grande do Sul  |
| Júlio Costamilan           | PMDB    | 62.273  | Caxias do Sul          | Rio Grande do Sul  |
| Lélio Souza                | PMDB    | 67.328  | Rosário do Sul         | Rio Grande do Sul  |
| Matheus Schmidt            | PDT     | 41.791  | Santa Cruz do Sul      | Rio Grande do Sul  |
| Nadir Rosseti              | PDT     | 34.593  | São Francisco de Paula | Rio Grande do Sul  |
| Nelson Marchezan           | PDS     | 238.847 | Santa Maria            | Rio Grande do Sul  |
| Nilton Alves               | PDT     | 33.899  | Torres                 | Rio Grande do Sul  |
| Oly Fachin                 | PDS     | 46.829  | São Sepé               | Rio Grande do Sul  |
| Osvaldo Nascimento         | PDT     | 43.206  | Santa Maria            | Rio Grande do Sul  |
| Paulo Mincarone            | PMDB    | 74.553  | Bento Gonçalves        | Rio Grande do Sul  |
| Pedro Germano              | PDS     | 46.262  | Cachoeira do Sul       | Rio Grande do Sul  |
| Pratini de Moraes          | PDS     | 96.789  | Porto Alegre           | Rio Grande do Sul  |
| Rosa Flores                | PMDB    | 52.221  | Montenegro             | Rio Grande do Sul  |
| Rubens Ardenghi            | PDS     | 42.002  | Palmeira das Missões   | Rio Grande do Sul  |
| Siegfried Heuser           | PMDB    | 46.572  | Santa Cruz do Sul      | Rio Grande do Sul  |
| Sinval Guazzelli           | PMDB    | 120.844 | Cruz Alta              | Rio Grande do Sul  |
| Telmo Kirst                | PDS     | 48.038  | Santa Cruz do Sul      | Rio Grande do Sul  |
| Victor Faccioni            | PDS     | 112.652 | Caxias do Sul          | Rio Grande do Sul  |

### Rondônia
| Deputados federais eleitos | Partido | Votação | Cidade onde nasceu    | Unidade federativa  |
| Assis Canuto               | PDS     | 9.382   | Itumbiara             | Goiás               |
| Chiquilito Erse            | PDS     | 20.506  | Manaus                | Amazonas            |
| Francisco Sales            | PDS     | 9.772   | Grossos               | Rio Grande do Norte |
| Leônidas Rachid            | PDS     | 11.137  | Rosário Oeste         | Mato Grosso         |
| Múcio Athaide              | PMDB    | 24.338  | Montes Claros         | Minas Gerais        |
| Olavo Pires                | PMDB    | 14.265  | Catalão               | Goiás               |
| Orestes Muniz              | PMDB    | 7.548   | Conselheiro Pena      | Minas Gerais        |
| Rita Furtado               | PDS     | 11.428  | Campos dos Goytacazes | Rio de Janeiro      |

### Roraima
| Deputados federais eleitos | Partido | Votação | Cidade onde nasceu | Unidade federativa |
| Alcides Lima               | PDS     | 6.254   | Boa Vista          | Roraima            |
| João Fagundes              | PDS     | 3.306   | Uruguaiana         | Rio Grande do Sul  |
| Júlio Martins              | PDS     | 3.046   | Boa Vista          | Roraima            |
| Mozarildo Cavalcanti       | PDS     | 3.686   | Boa Vista          | Roraima            |

### Santa Catarina
| Deputados federais eleitos | Partido | Votação | Cidade onde nasceu | Unidade federativa |
| Ademar Ghisi               | PDS     | 66.859  | Braço do Norte     | Santa Catarina     |
| Artenir Werner             | PDS     | 67.139  | Rio do Sul         | Santa Catarina     |
| Casildo Maldaner           | PMDB    | 72.380  | Carazinho          | Rio Grande do Sul  |
| Dirceu Carneiro            | PMDB    | 64.609  | Curitibanos        | Santa Catarina     |
| Epitácio Bittencourt       | PDS     | 61.896  | Imaruí             | Santa Catarina     |
| Ivo Vanderlinde            | PMDB    | 60.377  | Braço do Norte     | Santa Catarina     |
| João Paganella             | PDS     | 73.242  | Esmeralda          | Rio Grande do Sul  |
| Luiz Henrique da Silveira  | PMDB    | 121.434 | Blumenau           | Santa Catarina     |
| Nelson Morro               | PDS     | 94.647  | Indaial            | Santa Catarina     |
| Nelson Wedekin             | PMDB    | 49.933  | Mondaí             | Santa Catarina     |
| Odilon Salmoria            | PMDB    | 72.319  | Videira            | Santa Catarina     |
| Paulo Melro                | PDS     | 44.702  | Blumenau           | Santa Catarina     |
| Pedro Colin                | PDS     | 58.738  | Porto Alegre       | Rio Grande do Sul  |
| Renato Vianna              | PMDB    | 99.167  | Blumenau           | Santa Catarina     |
| Vilson Kleinübing          | PDS     | 106.388 | Montenegro         | Rio Grande do Sul  |
| Walmor de Luca             | PMDB    | 72.853  | Criciúma           | Santa Catarina     |

### São Paulo
| Deputados federais eleitos | Partido | Votação | Cidade onde nasceu    | Unidade federativa |
| Adail Vetorazzo            | PDS     | 64.591  | São José do Rio Preto | São Paulo          |
| Airton Sandoval            | PMDB    | 66.748  | Itirapuã              | São Paulo          |
| Airton Soares              | PT      | 59.773  | Pirajuí               | São Paulo          |
| Alberto Goldman            | PMDB    | 106.844 | São Paulo             | São Paulo          |
| Alcides Franciscato        | PDS     | 73.592  | Piracicaba            | São Paulo          |
| Armando Pinheiro           | PDS     | 72.725  | São Paulo             | São Paulo          |
| Aurélio Peres              | PMDB    | 61.200  | Bilac                 | São Paulo          |
| Bete Mendes                | PT      | 83.156  | Santos                | São Paulo          |
| Caio Pompeu de Toledo      | PMDB    | 21.8625 | São Paulo             | São Paulo          |
| Cunha Bueno                | PDS     | 194.493 | São Paulo             | São Paulo          |
| Darci Passos               | PMDB    | 65.127  | São Paulo             | São Paulo          |
| Del Bosco Amaral           | PMDB    | 62.769  | Santos                | São Paulo          |
| Diogo Nomura               | PDS     | 51.531  | Registro              | São Paulo          |
| Djalma Bom                 | PT      | 164.398 | Medina                | Minas Gerais       |
| Eduardo Suplicy            | PT      | 83.189  | São Paulo             | São Paulo          |
| Estevam Galvão             | PDS     | 54.248  | Garça                 | São Paulo          |
| Farabulini Júnior          | PTB     | 117.641 | São Paulo             | São Paulo          |
| Felipe Cheidde             | PMDB    | 103.389 | Fernão                | São Paulo          |
| Ferreira Martins           | PDS     | 73.969  | Itapetininga          | São Paulo          |
| Flávio Bierrenbach         | PMDB    | 59.630  | São Paulo             | São Paulo          |
| Francisco Amaral           | PMDB    | 122.059 | Campinas              | São Paulo          |
| Francisco Dias             | PMDB    | 79.308  | Baturité              | Ceará              |
| Freitas Nobre              | PMDB    | 73.754  | Fortaleza             | Ceará              |
| Gastone Righi              | PTB     | 49.745  | Santos                | São Paulo          |
| Gióia Júnior               | PDS     | 54.758  | Campinas              | São Paulo          |
| Hebert Levy                | PDS     | 49.894  | São Paulo             | São Paulo          |
| Horácio Ortiz              | PMDB    | 75.412  | Redenção da Serra     | São Paulo          |
| Irma Passoni               | PT      | 80.432  | Concórdia             | Santa Catarina     |
| Israel Dias Novaes         | PMDB    | 84.897  | Avaré                 | São Paulo          |
| Ivete Vargas               | PTB     | 266.280 | São Borja             | Rio Grande do Sul  |
| João Bastos                | PMDB    | 63.801  | Lavrinhas             | São Paulo          |
| João Cunha                 | PMDB    | 168.495 | Ribeirão Preto        | São Paulo          |
| João Hermann               | PMDB    | 113.872 | Campinas              | São Paulo          |
| José Camargo               | PDS     | 59.971  | São Roque             | São Paulo          |
| José Genoino               | PT      | 58.650  | Quixeramobim          | Ceará              |
| Maluly Neto                | PDS     | 129.449 | Fartura               | São Paulo          |
| Márcio Santilli            | PMDB    | 86.014  | São Paulo             | São Paulo          |
| Marcondes Pereira          | PMDB    | 72.070  | São José dos Campos   | São Paulo          |
| Mário Covas                | PMDB    | 300.591 | Santos                | São Paulo          |
| Mário Hato                 | PMDB    | 98.101  | Vera Cruz             | São Paulo          |
| Mendes Botelho             | PTB     | 66.441  | Brasília de Minas     | Minas Gerais       |
| Mendonça Falcão            | PTB     | 101.954 | São Paulo             | São Paulo          |
| Moacyr Franco              | PTB     | 67.953  | Ituiutaba             | Minas Gerais       |
| Natal Gale                 | PDS     | 57.289  | Orlândia              | São Paulo          |
| Nelson do Carmo            | PTB     | 44.063  | São José do Rio Preto | São Paulo          |
| Otacílio de Almeida        | PMDB    | 86.459  | Tietê                 | São Paulo          |
| Pacheco Chaves             | PMDB    | 117.880 | São Paulo             | São Paulo          |
| Paulo Maluf                | PDS     | 672.927 | São Paulo             | São Paulo          |
| Paulo Zarzur               | PMDB    | 81.283  | São Paulo             | São Paulo          |
| Raimundo Leite             | PMDB    | 87.109  | Juazeiro              | Bahia              |
| Ralph Biasi                | PMDB    | 86.791  | Americana             | São Paulo          |
| Renato Cordeiro            | PDS     | 80.054  | Birigui               | São Paulo          |
| Ricardo Ribeiro            | PTB     | 70.040  | Ribeirão Preto        | São Paulo          |
| Roberto Cardoso Alves      | PMDB    | 151.790 | Aparecida             | São Paulo          |
| Sales Leite                | PDS     | 55.795  | São Paulo             | São Paulo          |
| Salvador Julianelli        | PDS     | 65.424  | São Paulo             | São Paulo          |
| Samir Achôa                | PMDB    | 313.583 | Vera Cruz             | São Paulo          |
| Theodoro Mendes            | PMDB    | 94.763  | Sorocaba              | São Paulo          |
| Tidei de Lima              | PMDB    | 85.965  | Dois Córregos         | São Paulo          |
| Ulysses Guimarães          | PMDB    | 224.665 | Itirapina             | São Paulo          |

### Sergipe
| Deputados federais eleitos | Partido | Votação | Cidade onde nasceu | Unidade federativa |
| Adroaldo Campos            | PDS     | 11.745  | Aracaju            | Sergipe            |
| Augusto Franco             | PDS     | 102.006 | Laranjeiras        | Sergipe            |
| Celso Carvalho             | PDS     | 22.841  | Simão Dias         | Sergipe            |
| Francisco Rollemberg       | PDS     | 46.128  | Laranjeiras        | Sergipe            |
| Gilton Garcia              | PDS     | 27.550  | Aracaju            | Sergipe            |
| Hélio Dantas               | PDS     | 28.142  | Aracaju            | Sergipe            |
| Jackson Barreto            | PMDB    | 19.992  | Santa Rosa de Lima | Sergipe            |
| José Carlos Teixeira       | PMDB    | 30.968  | Itabaiana          | Sergipe            |